# Islandia na Mistrzostwach Europy w Lekkoatletyce 2018
Islandia na Mistrzostwach Europy w Lekkoatletyce 2018 – reprezentacja Islandii podczas Mistrzostw Europy w Berlinie liczyła 4 zawodników (2 mężczyzn i 2 kobiety).

## Występy reprezentantów Islandii

### Mężczyźni

#### Konkurencje techniczne
| Zawodnik                 | Konkurencja    | Eliminacje | Eliminacje | Finał    | Finał   |
| Zawodnik                 | Konkurencja    | Rezultat   | Pozycja    | Rezultat | Pozycja |
| ------------------------ | -------------- | ---------- | ---------- | -------- | ------- |
| Guðni Valur Guðnason     | rzut dyskiem   | 61,36 m    | 16.        | NQ       | NQ      |
| Sindri Hrafn Guðmundsson | rzut oszczepem | 74,91 m    | 20.        | NQ       | NQ      |

### Kobiety

#### Konkurencje biegowe
| Zawodniczka         | Konkurencja   | Eliminacje | Eliminacje | Półfinał | Półfinał | Finał    | Finał |
| Zawodniczka         | Konkurencja   | Rezultat   | Poz.       | Rezultat | Poz.     | Rezultat | Poz.  |
| ------------------- | ------------- | ---------- | ---------- | -------- | -------- | -------- | ----- |
| Aníta Hinriksdóttir | bieg na 800 m | 2:02,15    | 11. Q      | DSQ      | DSQ      | NQ       | NQ    |

#### Konkurencje techniczne
| Zawodniczka        | Konkurencja    | Eliminacje | Eliminacje | Finał    | Finał   |
| Zawodniczka        | Konkurencja    | Rezultat   | Pozycja    | Rezultat | Pozycja |
| ------------------ | -------------- | ---------- | ---------- | -------- | ------- |
| Ásdís Hjálmsdóttir | rzut oszczepem | 58,64 m    | 13.        | NQ       | NQ      |